# (672) Астарта
(672) Астарта (нем. Astarte) — астероид главного пояса, который был открыт 21 сентября 1908 года германским астрономом Августом Копффом в Обсерватории Хайдельберг-Кёнигштуль. Назван в честь богини Астарты. Тиссеранов параметр относительно Юпитера — 3,399.